# Worms Forts: Under Siege
Worms Forts: Under Siege è un videogioco strategico a turni sviluppato dal Team17 e pubblicato da SEGA. Il videogioco fa parte della serie di videogiochi Worms.
Come gli ultimi capitoli della serie il videogioco si avvale di una grafica tridimensionale e include l'utilizzo di edifici. L'obiettivo primario è l'eliminazione della squadra avversaria, il metodo più semplice per giungere alla vittoria.

## Edifici
Gli edifici sono il mezzo per acquisire nuove armi, utilizzabili solo su di esse.
- Roccaforte - è la struttura più importante di tutto il gioco. Essa è presente fin dall'inizio di una partita e quando viene distrutta, la sua squadra perde.
- Torre - L'edificio più debole, bisogna avere una posizione di vittoria.
- Maschio - edificio disponibile con due posizioni di vittoria: è equipaggiato con armi più potenti della torre.
- Castello - Molto più potente del Maschio, sia di difesa sia d'attacco; occorrono tre posizioni di vittoria.
- Cittadella - L'edificio più potente, occorrono quattro posizioni di vittoria.
- Posizioni di vittoria - essi sono importanti per poter edificare nuove strutture di maggiore forza. La prima viene data con la roccaforte e sono segnalati da una stella che gira sopra l'edificio.

Per conquistarli basta edificare un qualsiasi edificio su di essa e così nuovi oggetti saranno disponibili.